# 高良涧街道
高良涧街道是中华人民共和国江苏省淮安市洪泽区下辖的一个街道办事处，洪泽区人民政府驻高良涧街道东九道26号。

## 历史沿革与辖区
高良涧很早就形成村落。由于明代蓄清刷黄的水利政策，淮河东岸的高家堰不断兴固，导致洪泽湖面积持续扩大。清代高良涧已成为洪泽湖上的主要港口，隶属于清河县，1956年洪泽建县时，高良涧为洪泽县治。
2003年，高良涧镇辖3个居委会（临河、洪泽园三村、崔朱）；5个社区居委会（第二、第三、第四、第五、第六）；7个村委会（浔河、越城、贺接、王集、王庄、胡庄、砚台）。
2008年，朱坝镇并入高良涧镇。
2014年10月16日，江苏省人民政府批复同意撤销高良涧镇。以原高良涧镇临河、惠民家园、邓码、湖滨、洪建、洪渠、杨码、崔朱、洪泽园三村9个居委会和胡庄、砚台、王集、王庄、贺接、越城、浔河、大管、灯塔、清涧、双湖、花河、玉河、渠南14个村委会区域设立高良涧街道办事处，街道办事处驻东十一道156号。

## 行政区划
高良涧街道下辖以下村级行政区划单位：
临河社区、洪泽园三村社区、崔朱社区、邓码社区、湖滨社区、洪建社区、洪渠社区、杨码社区、惠民家园社区、浔河社区、越城社区、贺接社区、王集社区、王庄社区、砚台社区、胡庄村、大管村、灯塔村、清涧村、双湖村、花河村、玉河村和渠南村。

### 著名景点

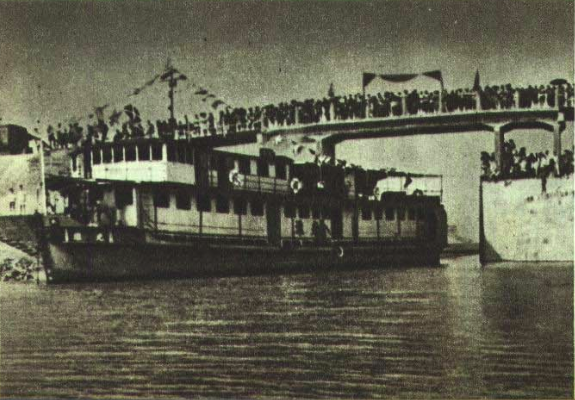
1953年高良涧船闸放水通航

- 高良涧闸：苏北灌溉总渠的起点
- 洪泽湖
- 洪泽湖大堤
- 镇水铁牛